# Cuíñas (Fonsagrada)
Cuíñas (llamada oficialmente San Cristovo de Cuíñas) es una parroquia y una aldea española del municipio de Fonsagrada, en la provincia de Lugo, Galicia.

## Otras denominaciones
La parroquia también es conocida por los nombres de San Cristobo de Cuíñas y San Cristóbal de Cuíñas.

## Organización territorial
La parroquia está formada por doce entidades de población:

### Entidades de población
Entidades de población que forman parte de la parroquia:
- Aldomán
- Arqueira (A Arqueira)
- Castro
- Cuíñas
- Fumaior
- Lladairo
- O Fito
- Pando (O Pando de Cuíñas)
- Pasadaseca (A Pasada Seca)
- Porteliña (A Porteliña)
- San Cristobo (San Cristobo)

### Despoblado
Despoblado que forma parte de la parroquia:
- Vales

## Demografía

### Parroquia
| Gráfica de evolución demográfica de Cuíñas (parroquia) entre 2000 y 2019 |
|                                                                          |
| Datos según el nomenclátor publicado por el INE.                         |

### Aldea
| Gráfica de evolución demográfica de Cuíñas (aldea) entre 2000 y 2019 |
|                                                                      |
| Datos según el nomenclátor publicado por el INE.                     |